# Гордий (мученик)

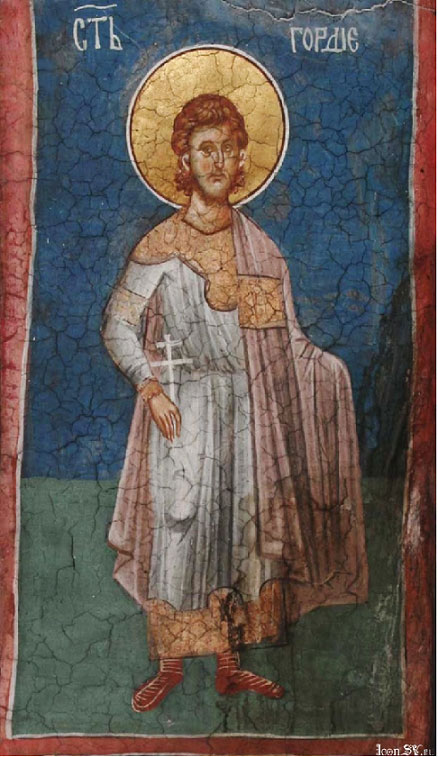
Мученик Гордий (IV). Церковь Христа Пантократора. Дечани, Косово, Около 1350 года.

Горди́й (др.-греч. Γορδίας; конец III века — начало IV века) — христианский мученик. Почитаемый в Православной церкви, пострадал во время правления Ликиния, его память совершается 3 (16) января.
Гордий родился в христианской семье в городе Кесарии Каппадокийской. Гордий во взрослом возрасте поступил на военную службу, находясь на ней, он проявил храбрость и воинское искусство. Благодаря этому, был назначен центурионом. Во время гонения на христиан в начале IV века Гордий оставил воинское препоясание, богатство, родственников, друзей, рабов и житейские удобства и удалился в пустыню для того, чтобы приготовить себя к исповеданию имени Христа Спасителя. Около 320 года Гордий открыто выступил перед префектом города в защиту христиан. Его схватили и после страшных истязаний в цирке отсекли голову.
Память святого мученика Гордия совершается 3 января в Предпразднство Богоявления и вместе с памятью святого пророка Божия Малахии. В этот день в январской Минеи служба трёхсоставная, стихиры и тропари канона Предпразднству, пророку и мученику чередуются. Автором канона Гордию является Феофан.